# Lexemuel Ray Hesler
Lexemuel Ray Hesler (ur. 20 lutego 1888 w Veedersburgu, zm. 20 listopada 1977) – amerykański mykolog.
Urodził się w Veedersburgu w stanie Indiana w Stanach Zjednoczonych i w tej samej miejscowości ukończył szkołę średnią. Studiował w Wobash College, gdzie w czerwcu 1911 r. uzyskał tytuł licencjata z botaniki. W styczniu 1912 r. wstąpił na Uniwersytet Cornella. W 1914 r. uzyskał stopień doktora, a w 1919 r. został profesorem na University of Tennessee, gdzie do 1934 r. wykładał fitopatologię. Od około 1930 r. zainteresował się mykologią.
Hesler opublikował ponad 60 publikacji z zakresu mykologii i fitopatologii. 6 z tych publikacji to książki.
Przy naukowych nazwach opisanych przez niego taksonów dodawane jest jego nazwisko Hesler.